# Iran ai X Giochi olimpici invernali
L'Iran partecipò ai X Giochi olimpici invernali, svoltisi a Grenoble, Francia, dal 6 al 18 febbraio 1968, con una delegazione di 4 atleti impegnati in una disciplina.